# Mitragyna inermis
Mitragyna inermis là một loài thực vật có hoa trong họ Thiến thảo. Loài này được (Willd.) Kuntze mô tả khoa học đầu tiên năm 1891.